# 江本奈穂
江本 奈穂（えもと なほ、1985年8月25日 - ）は、京都府出身の女子ソフトボール選手（投手）。右投右打。2008年の北京オリンピック金メダリスト。
2018年、妹の江本侑香とともに韓国に帰化し、韓国代表として活躍していた。
現在は韓国代表コーチとして活躍している。

## 経歴
- 1995年 - 小学4年生の時、ソフトボールを始める。
- 2001年 - 西山高等学校に入学する。
- 2002年 - 2年生ながらエースとして、全国高校選抜大会に出場。チームをベスト8に導く。
- 2003年 - 全国高校選抜大会で優勝。インターハイでも3位になる。
- 2004年 - 西山高等学校卒業。同年、ミキハウスに入団すると、新人賞を獲得。
- 2005年2月 - ミキハウスの廃部により、豊田自動織機へ移籍。
- 2007年3月 - ソフトボール日本代表に初選出。
- 2008年
  - 北京オリンピック代表に選ばれ、予選突破に貢献。
  - 紫綬褒章受章[1]
- 2010年 - 豊田自動織機を退団。
- 2012年　大鵬薬品に入団するが1年で廃部。引退

## 人物・エピソード
- 小学4年生のとき知り合いのお姉さんの誘いでソフトボールを始めた。
- 高校時代はエースで4番を務めていた。

## 詳細情報

### 日本リーグ個人表彰
- 2004年 - 新人賞（投手）

### 主な成績
- 2003年 - 全国高校選抜大会優勝、インターハイ3位
- 2008年 - 北京オリンピック金メダル

### 背番号
- 18（2004）
- 19（2005 - 2010）
- 19（2012）